# Općina Sežana
Općina Sežana (slo.:Občina Sežana) je općina u jugozapadnoj Slovenije u pokrajini Primorskoj i statističkoj regiji Obalno-kraškoj. Središte općine je grad Sežana s 5.372 stanovnika. 

## Zemljopis
Općina Sežana nalazi se na jugozapadu Slovenije na granici s Italijom. Općina se prostire u zaleđu Tršćanskog primorja. 

## Naselja u općini
Avber, Bogo, Brestovica pri Povirju, Brje pri Koprivi, Dane pri Sežani, Dobravlje, Dol pri Vogljah, Dolenje, Dutovlje, Filipčje Brdo, Godnje, Gorenje pri Divači, Gradišče pri Štjaku, Gradnje, Grahovo Brdo, Griže, Hribi, Jakovce, Kazlje, Kopriva, Kosovelje, Krajna vas, Kregolišče, Kreplje, Križ, Krtinovica, Lipica, Lokev, Mahniči, Majcni, Merče, Nova vas, Orlek, Plešivica, Pliskovica, Podbreže, Poljane pri Štjaku, Ponikve, Povir, Prelože pri Lokvi, Pristava, Raša, Ravnje, Razguri, Sela, Selo, Senadolice, Sežana, Skopo, Stomaž, Šepulje, Šmarje pri Sežani, Štjak, Štorje, Tabor, Tomaj, Tublje pri Komnu, Utovlje, Veliki Dol, Veliko Polje, Voglje, Vrabče, Vrhovlje, Žirje

## Vanjske poveznice
- Službena stranica općine